# Chionolaena salicifolia
Chionolaena salicifolia là một loài thực vật có hoa trong họ Cúc. Loài này được (Bertol.) G.L.Nesom mô tả khoa học đầu tiên năm 2001.